# Carissa macrocarpa
Carissa macrocarpa là một loài thực vật có hoa trong họ La bố ma. Loài này được (Eckl.) A.DC. mô tả khoa học đầu tiên năm 1844.

## Đặc điểm
C. macrocarpa chịu được môi trường gió chứa nhiều muối, nên nó thích nghi tốt với những khu vực ven biển. Nó được tìm thấy phổ biến ở dạng bụi rậm ven biển của Đông Cape và Natal, Nam Phi. Loài này cho hoa mày trắng tuyết và lá có màu lục đậm, bóng và tỏa hương mạnh vào ban đêm. Giống với các loài khác trong chi Carissa, C. macrocarpa là cây bụi thường xanh có gai và chứa mủ. Chúng nở hoa trong nhiều tháng vào một thời điểm. Chúng có trái vào mùa hè và thu cùng thời điểm nở hoa, trái có màu đỏ thẩm, tròn và đều đặn. Trong điều kiện ức chế, ở các vùng ven biển chúng cho trái quanh năm. Trái có thể ăn sống được hoặc làm thành bánh, mứt, thạch, và nước sốt. Một số trường hợp khuyến cáo rằng các bộ phận khác của cây ngoài trái có chất độc. Tuy nhiên, khuyến cáo này vẫn còn một bí ẩn, có thể là những cây khác có điểm tương đồng với nó mà có mũ tương tự. Hệ thống kiểm soát độc California xếp loại cây này có độc tính trung bình.

## Đồng nghĩa
Các tên đồng nghĩa:
- Arduina macrocarpa Eckl., S. African Quart. J. 1: 372 (1830).
- Jasminonerium macrocarpum (Eckl.) Kuntze, Revis. Gen. Pl. 2: 414 (1891).
- Carissa carandas Lour., Fl. Cochinch.: 155 (1790).
- Arduina grandiflora E.Mey., Comm. Pl. Afr. Austr.: 190 (1838).
- Carissa africana A.DC. in A.P.de Candolle, Prodr. 8: 332 (1844).
- Carissa grandiflora (E.Mey.) A.DC. in A.P.de Candolle, Prodr. 8: 335 (1844).
- Jasminonerium africanum (A.DC.) Kuntze, Revis. Gen. Pl. 2: 414 (1891).
- Jasminonerium grandiflorum (E.Mey.) Kuntze, Revis. Gen. Pl. 2: 414 (1891), nom. illeg.
- Carissa praetermissa Kupicha, Kew Bull. 36: 47 (1981).[8]

## Hình ảnh

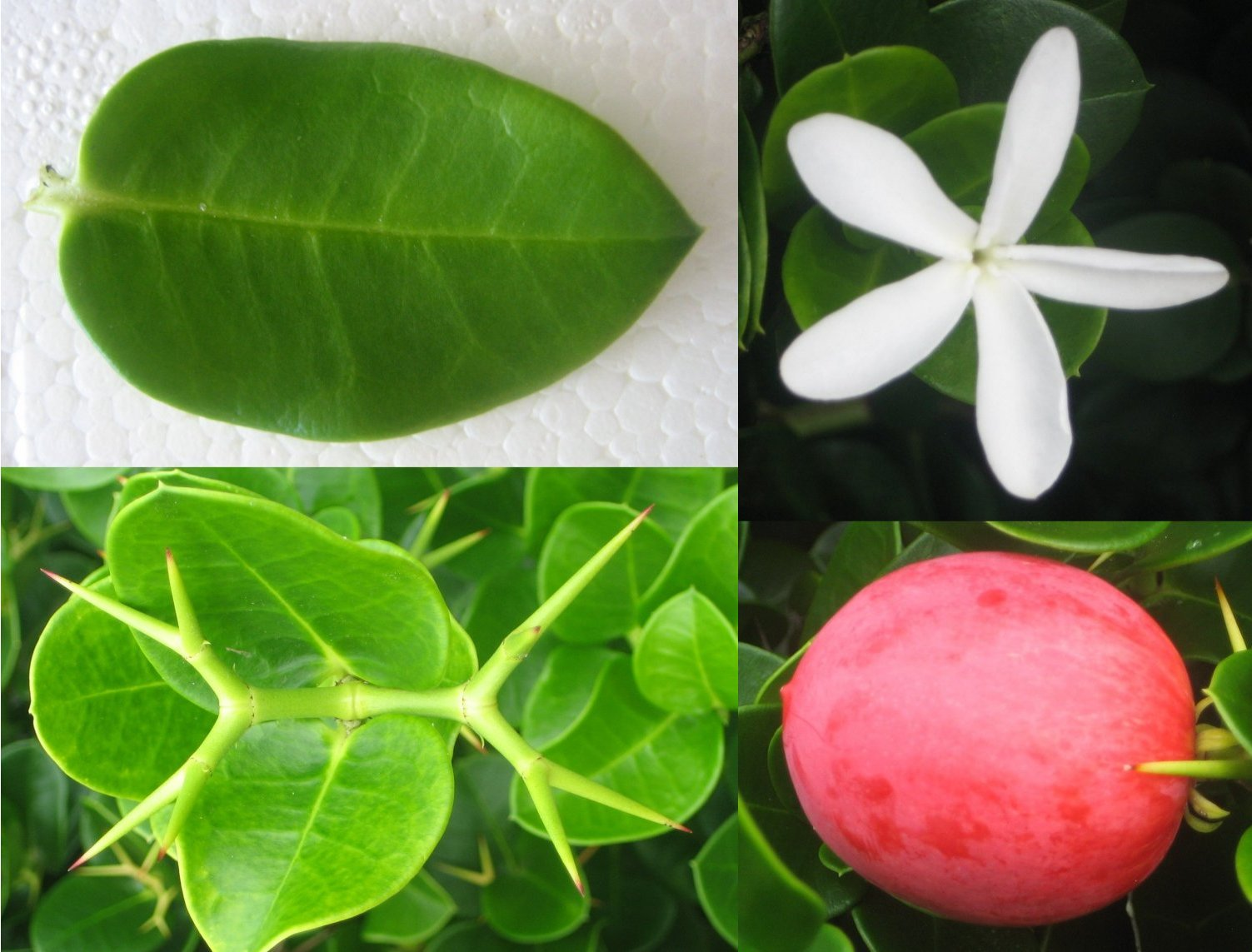
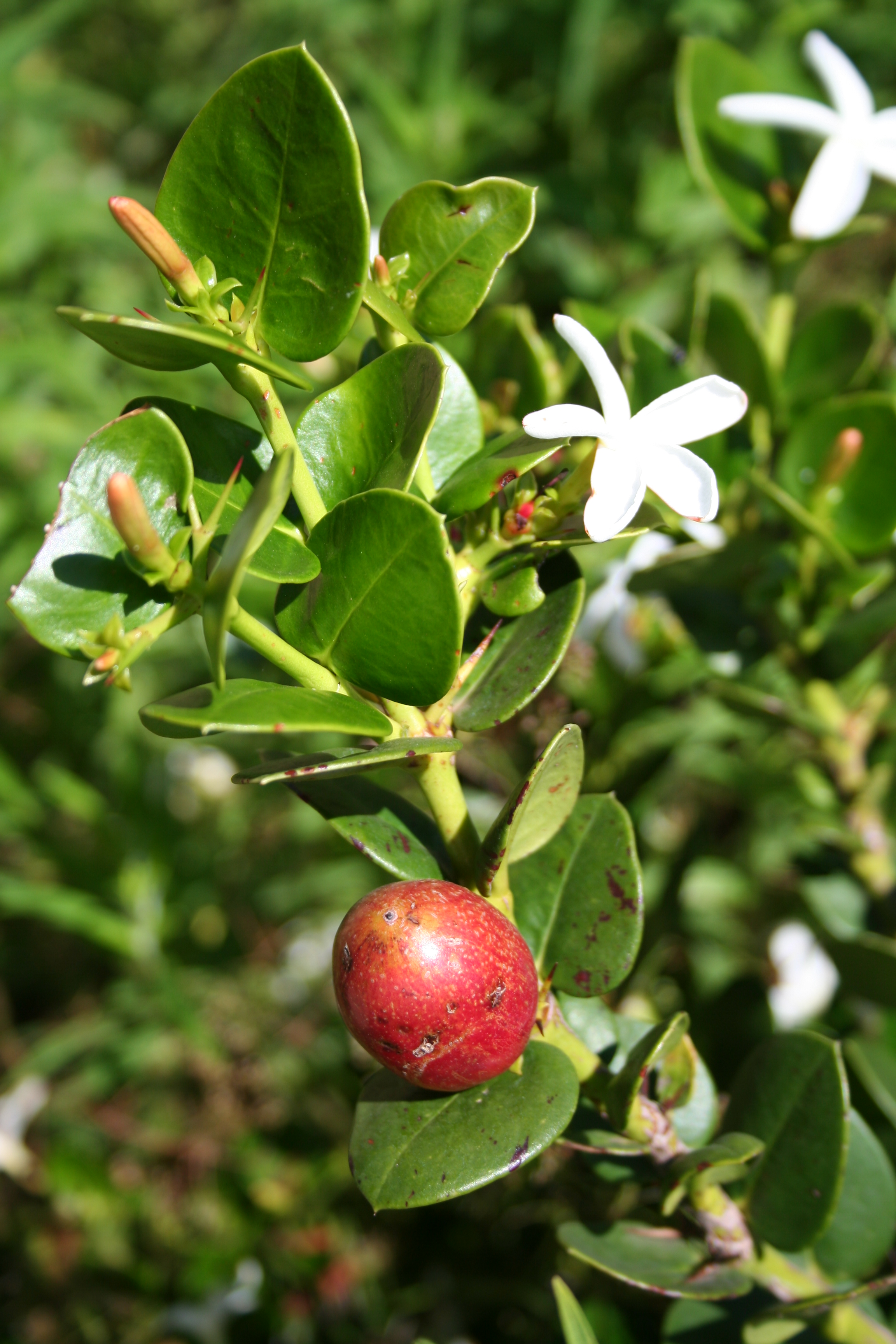
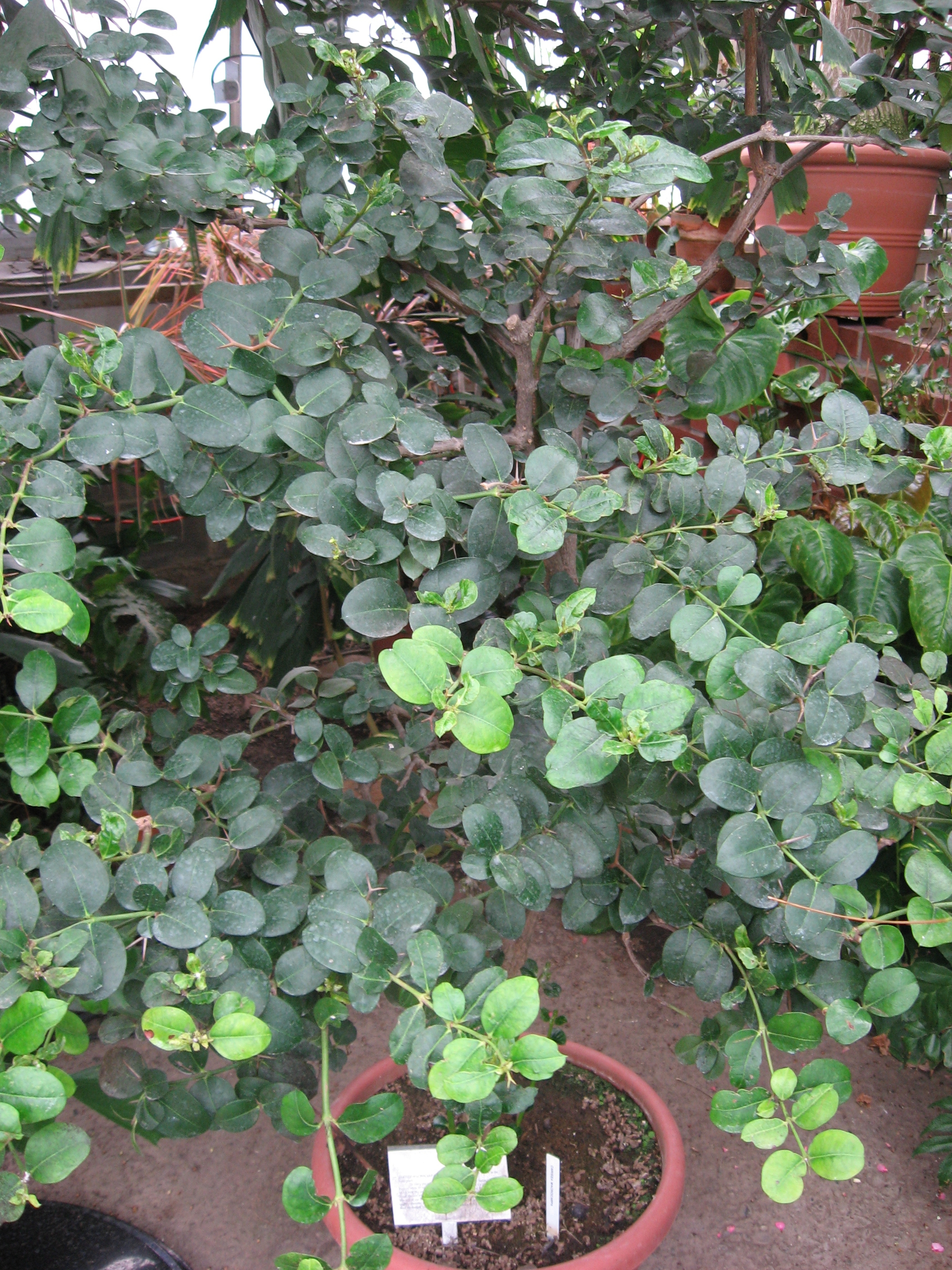
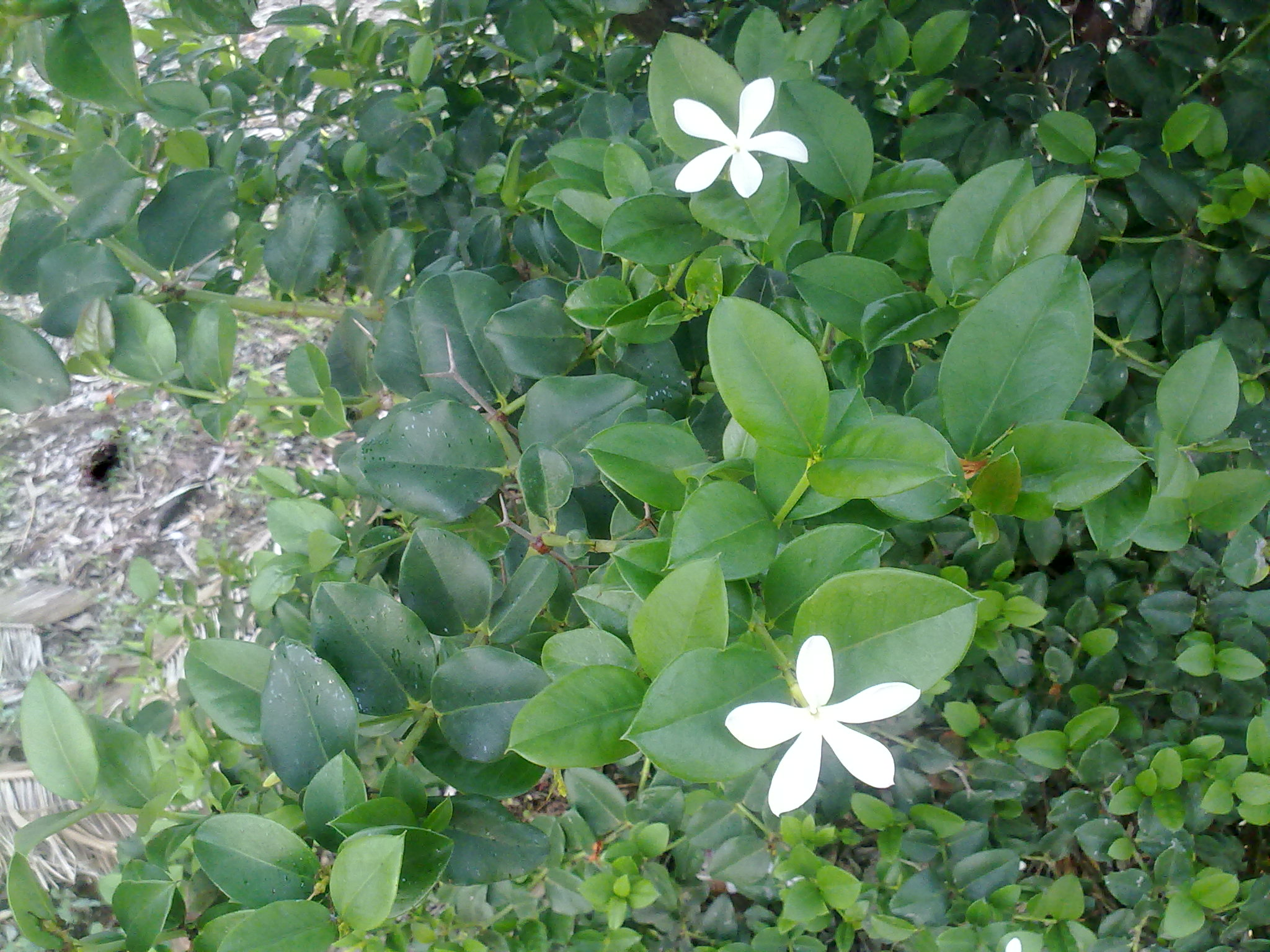